# Ljoebov Lobanova
Ljoebov Vladimirovna Malinovskaja (Russisch: Любовь Владимировна Малиновская; meisjesnaam: Лобанова; Lobanova) (Moskou, 21 september 1927 - Moskou, 9 mei 1983) was een basketbalspeler van het nationale damesteam van de Sovjet-Unie. Ze werd Meester in de sport van de Sovjet-Unie in 1952.

## Carrière
Lobanova begon haar carrière bij  Dinamo Moskou in 1946. In 1955 stapte ze over naar Stroitel Moskou. In 1956 keerde ze terug bij Dinamo, om in 1957 weer naar Stroitel terug te keren. In 1958 verhuisde ze naar Boerevestnik Moskou. Bij deze drie clubs werd drie keer Landskampioen van de Sovjet-Unie in 1948, 1953 en 1957. Ze werd drie keer tweede in 1947, 1951 en 1954. Ook werd ze vier keer derde in 1946, 1949, 1952 en 1955. Ook won ze twee keer de USSR Cup in 1949 en 1953. Als speler voor het nationale team van de Sovjet-Unie won ze één keer goud op het Europees kampioenschap in 1952. In 1964 stopte ze met basketballen.

## Erelijst
- Landskampioen Sovjet-Unie: 3
  - Winnaar: 1948, 1953, 1957
  - Tweede: 1947, 1951, 1954
  - Derde: 1946, 1949, 1952, 1955
- Bekerwinnaar Sovjet-Unie: 2
  - Winnaar: 1949, 1953
  - Runner-up: 1951
- Europees Kampioenschap: 1
  - Goud: 1952